# Cletodes spinulatus
Cletodes spinulatus är en kräftdjursart som beskrevs av Por 1967. Cletodes spinulatus ingår i släktet Cletodes och familjen Cletodidae. Inga underarter finns listade i Catalogue of Life.